# Philippe Duplessis-Mornay
Pour les articles homonymes, voir Duplessis et Mornay.
Philippe Duplessis-Mornay, en réalité Philippe de Mornay, seigneur du Plessis–Marly (plus tard Le Plessis-Mornay, à Longvilliers), également appelé Philippe Mornay du Plessis (né le 5 novembre 1549 à Buhy, dans l'actuel Val-d'Oise — mort le 11 novembre 1623 à La Forêt-sur-Sèvre, près de Cerizay, dans les Deux-Sèvres) est un théologien réformé, un écrivain et un homme d'État français, ami d'Henri IV, qui fut l'un des hommes les plus éminents du parti protestant à la fin du XVIe siècle.
Duplessis-Mornay nous est bien connu par ses nombreux écrits et les innombrables documents qu'il a laissés pour le plus grand bonheur des historiens. Ceux-ci révèlent d'abord l'étendue de son savoir et de sa culture. Il parle et il écrit le latin classique, comme s'il s'agissait de sa langue maternelle ; il maîtrise le grec et l'hébreu. Il manie avec aisance l'allemand et il se fait comprendre en néerlandais, en anglais et en italien. Il semble connaître la Bible par cœur ; ses écrits révèlent un vaste savoir historique et géographique, tourné d'abord vers l'Antiquité, mais il connaît aussi fort bien l'Europe de son temps, qu'il a visitée.
Admirateur du chancelier Michel de L'Hospital et admiré par Turenne, Duplessis-Mornay s'oppose à toute contrainte en matière de religion. Dans sa politique nationale et compte tenu du climat de l'époque, il mérite d'être classé dans le petit groupe des partisans de la tolérance. Mais, malgré la place éminente qu'il occupe dans le camp protestant, il n'y compte pas que des amis. À Sully, il reproche son carriérisme ; les deux vieux chefs — et rivaux — se détestent. Agrippa d'Aubigné ne l'apprécie guère et l'égratigne parfois au passage.
De mœurs austères, Duplessis-Mornay s'habille de couleurs sombres et certains portraits le représentent portant autour du cou une fraise qui était depuis longtemps passée de mode.
Sa devise est un reflet fidèle de son caractère : « Arte et marte » (« Par le talent et par le combat »).

## Biographie
Théologien et polémiste de talent, gentilhomme huguenot, érudit et profondément croyant, Philippe de Mornay, seigneur du Plessis-Marly, dit Duplessis-Mornay, consacre toute sa vie à la cause protestante. Il semble d'ailleurs davantage destiné au combat religieux qu'aux luttes politiques et militaires. Dans les ouvrages historiques, Mornay est alternativement ou simultanément présenté comme un théologien, comme un diplomate, comme un homme politique ou comme un polémiste. Il semble ainsi constamment changer de fonction sans que l'on saisisse vraiment le lien qui peut exister entre les différents domaines de son engagement.
Pour comprendre Duplessis-Mornay, il faut d'emblée prendre conscience de la sincérité de son engagement religieux et de la profondeur de sa foi. « Il avait douze ans lorsque, seul élève de son collège, il refusa de se mettre à genou devant le Saint Sacrement ». Toute sa vie est dédiée au service de la foi réformée, de la « vraie religion » comme il a coutume de la désigner. Il recherche donc la voie la plus sûre et la plus directe pour en assurer le triomphe.
Après ses études, Duplessis-Mornay effectue des voyages en Italie et en Allemagne, de 1565 à 1572. Il échappe de justesse au massacre de la Saint-Barthélemy en se réfugiant au domaine de Villarceaux de son cousin catholique François de Mornay, puis en Angleterre. À son retour en France, il prend une part active aux tentatives que firent les protestants pour relever leur cause en l'associant à celle de François d'Alençon, et se lie à Henri de Navarre, chef des Huguenots, dont il sera le principal conseiller avant que celui-ci ne devienne Henri IV, roi de France.
Duplessis-Mornay a écrit divers ouvrages religieux dans lesquels il expose et défend les thèses calvinistes, le plus célèbre étant sans doute son « Traité de l'eucharistie » (1598). Dans un précédent ouvrage, « De la vérité de la religion chrétienne », publié en 1583, il fait une apologie du christianisme, dénuée de tout esprit de controverse avec le catholicisme.

### Le capitaine, l'homme politique et le conseiller du roi Henri de Navarre

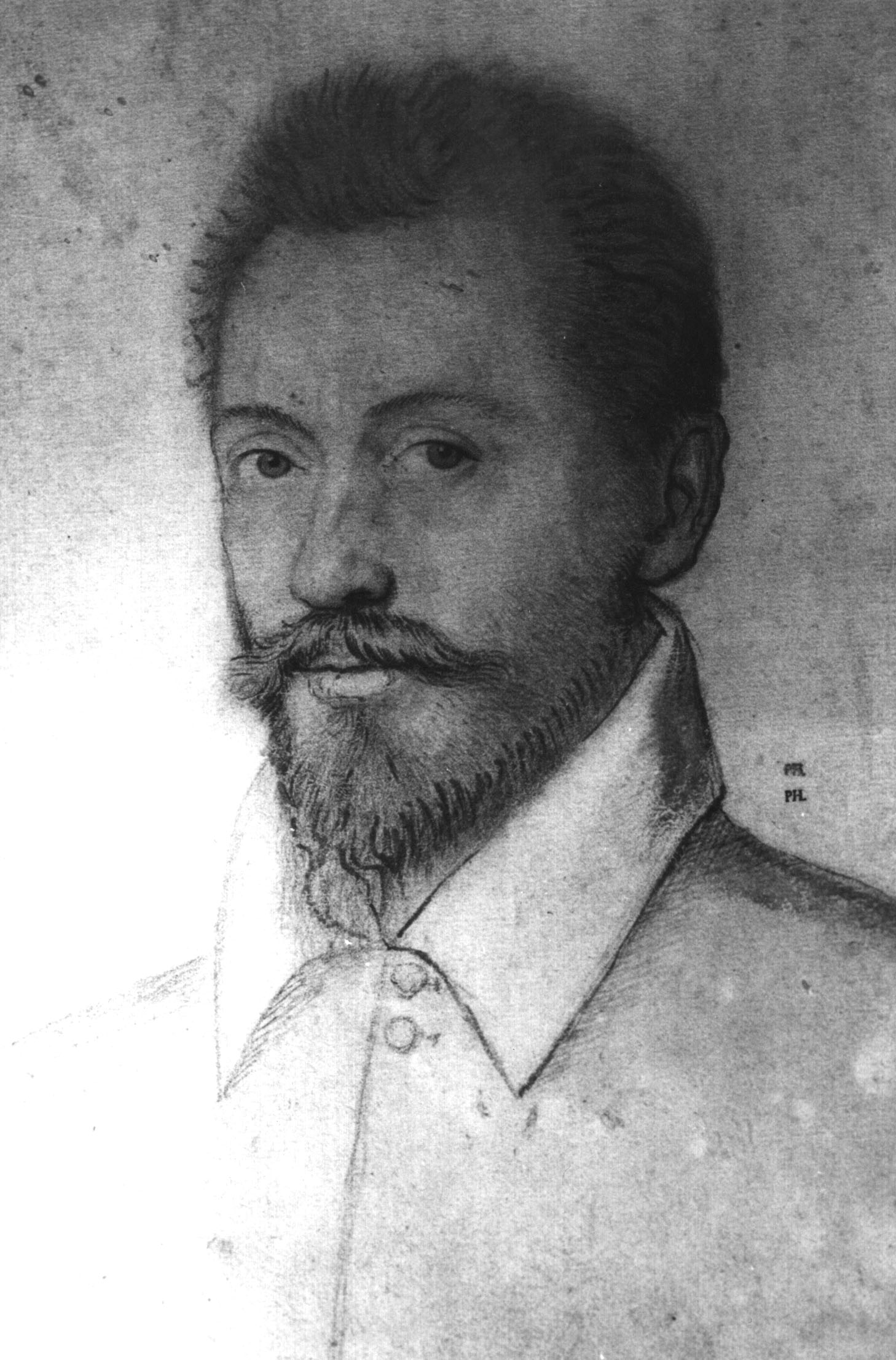
Philippe Duplessis-Mornay, vers 1580.
Crayon de couleur, attribué à Dubreuil, bibliothèque de la Société de l'histoire du protestantisme français.

Très marqué par le massacre de la Saint-Barthélemy, il connaît d'abord une période de doute sur la conduite à adopter vis-à-vis d'un prince — le roi de France Charles IX — qui a fait massacrer ses sujets huguenots. Entre 1574 et 1576, le sentiment de profonde insécurité qu'il ressent le conduit probablement à manifester sa défiance à l'égard du pouvoir royal en rédigeant les Vindiciae contra tyrannos. Il comprend alors que, pour assurer la survie, puis le triomphe, de la « vraie religion », le combat théologique doit se doubler d'un combat politique. Dans son esprit, le succès sur le terrain politique, qui permettrait le rétablissement de la paix civile, est en effet un préalable indispensable au véritable essor d'un débat théologique fructueux.

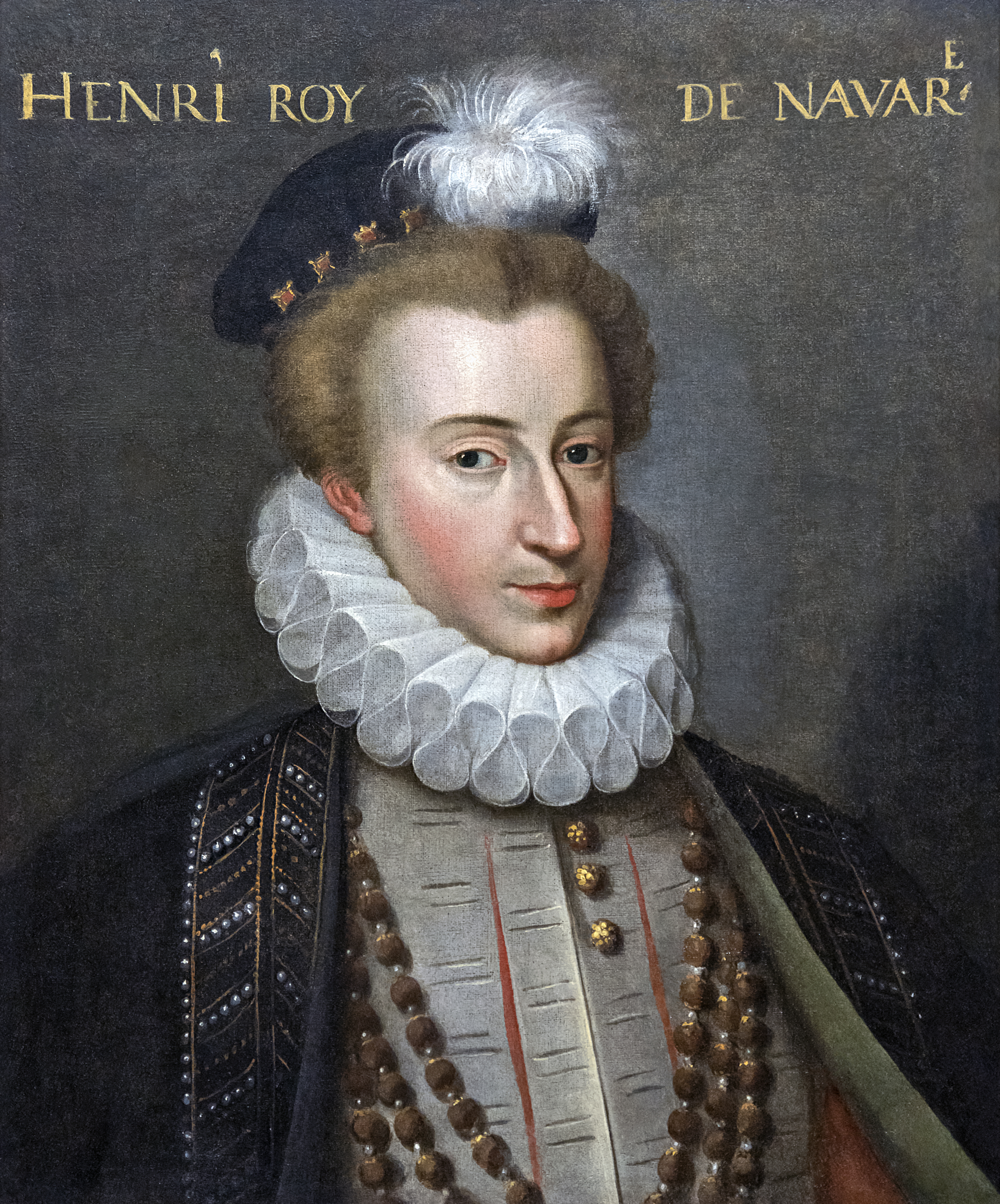
Henri III, roi de Navarre (vers 1575), huile sur toile, château de Pau.

Conscient que la cause réformée ne pourra s'imposer que sous la conduite d'un prince capable de défendre les intérêts de la religion protestante, il décide de s'engager auprès du roi Henri III de Navarre, futur roi Henri IV de France, avec lequel il va mener le combat politique et militaire, devenant dès 1576 son conseiller et son ambassadeur. Héritier potentiel du trône, ce prince semble idéalement placé pour devenir le champion de la cause réformée. À partir de 1583, le rôle de Mornay dans l'affirmation d'Henri de Navarre en tant que successeur crédible à Henri III apparaît considérable et peut-être méconnu.
En 1583 justement, Mornay, très à cheval sur le plan de la morale, s'érige en mentor du roi de Navarre — qui n'est que de quatre ans son cadet — et lui propose un règlement de vie qui le transformerait en un modèle de prince chrétien : « Le roi de Navarre pourrait être habillé à huit heures au plus tard et aussitôt commander au ministre réformé de s'y trouver pour faire la prière…  ». La journée se termine par une autre prière. Lourde tâche que d'imposer au « Vert Galant » ce programme de vie monacale ! Mornay revient à la charge l'année suivante : « Pardonnés encore ung mot à vos fidèles serviteurs, sire. Ces amours si découverts, et aulxquels vous donnés tant de temps, ne semblent plus de saison ».
De passage à Montauban en 1581, Henri de Navarre est fait « Protecteur » de la ville. Conscient du rôle essentiel de Montauban dans le combat protestant, il nomme Duplessis-Mornay gouverneur de la cité.
Au cours des années 1585-1589, il a fourni — il a été le véritable auteur des textes signés par Henri de Navarre — les armes idéologiques qui permettront à celui-ci de remporter le combat polémique. L'œuvre pamphlétaire produite par Mornay durant cette période a eu pour but de constituer autour de l'héritier du trône un rassemblement dépassant le cadre confessionnel. Duplessis-Mornay insiste sur le principe de distinction du politique et du religieux contre la Ligue qui défend l'idée selon laquelle la religion conditionne la fidélité au prince. Sa volonté de politiser le conflit, face à la détermination des ligueurs à demeurer sur le terrain religieux, lui a permis de développer une pensée susceptible d'entraîner l'adhésion de catholiques modérés, tel Montmorency, et de la plupart des princes de la maison de Bourbon.
Philippe Duplessis-Mornay a beaucoup œuvré pour le rapprochement entre le roi de France Henri III et Henri de Navarre. C'est lui qui négocie l'accord conclu en 1589 entre le roi et l'héritier du trône. Henri de Navarre obtient Saumur, une des principales citadelles du calvinisme français avec La Rochelle et le Poitou, comme place de sûreté. Il en confie le gouvernement à son fidèle Mornay qui prend ses fonctions le 15 avril 1589. Il va en rester le gouverneur pendant trente-deux ans, jusqu'au 13 mai 1621 et pendant cette période il sera la tête pensante des protestants, le « pape des huguenots ».
Son activité politique majeure se double d'une activité militaire. Sa valeur de combattant se manifeste dans les batailles décisives qui opposent les huguenots aux armées de la Ligue. Il s'illustre notamment à la bataille de Coutras, le 20 octobre 1587.

### Le défenseur de la cause réformée et le négociateur de l'édit de Nantes
Dès l'accession au trône d'Henri IV, en 1589, la tâche de conseiller de Duplessis-Mornay, qui se dévoua si noblement à lui dans toutes ses traverses, l'aida de la sage sévérité de ses conseils, du puissant secours de sa plume, de la vigueur de son bras va se révéler très difficile. Malgré l'amitié affectueuse et la reconnaissance que lui montre le nouveau roi, il est progressivement écarté des initiatives royales qui vont souvent à l'encontre de ses conseils. Il doit se contenter de devenir l'avocat de la cause réformée auprès du nouveau roi, qui se détache cependant progressivement de ses coreligionnaires et se convertit au catholicisme en 1593. Très marqué par ce revirement qu'il a tout fait pour éviter et qu'il désapprouve totalement, Mornay sait désormais qu'il ne peut rien espérer de plus que la concession, par le nouveau converti, d'un statut légal pour les huguenots. Entre 1593 et 1598, il éprouve de plus en plus de difficultés à associer combat politique et combat religieux. Il s'efforce pourtant d'y parvenir, dans l'intérêt du roi et pour le salut des Églises, jouant un rôle capital durant les années de négociations qui précèdent la signature de l'édit de Nantes.
À l'époque où Henri de Navarre, encore huguenot, remportait des succès militaires le rapprochant du trône, Mornay rédigeait en son nom la célèbre Lettre aux trois États de ce royaume, où il promettait aux catholiques la liberté de conscience et des garanties protégeant les minorités. C'est ce qu'il exige et obtient à son tour pour les protestants au cours des négociations préparant l'édit de Nantes.
La crise d'Amiens, en 1597, lui fait mesurer toute la difficulté qu'il y a à servir à la fois un souverain catholique et la « vraie religion ». Dès 1595, il acquiert ainsi la conviction qu'il faut de nouveau mener de front les deux luttes et il reprend les armes sur le terrain théologique en mettant en chantier son traité sur l'Eucharistie. Lorsqu'en 1598 l'édit de Nantes vient matérialiser l'aboutissement de la dimension politique de son action, il décide naturellement de privilégier le combat religieux. Les nouveaux traités religieux au ton vif publiés par Duplessis-Mornay irritent le souverain, qui l'abandonne publiquement lors de la conférence de Fontainebleau (1600), au cours de laquelle Henri IV va sacrifier son ancien serviteur sur l'autel de la réconciliation avec Rome, marquant la fin de l'influence politique de Mornay.
Voltaire a fait de Philippe Duplessis-Mornay l'un des personnages de sa Henriade (1728), et a écrit à son sujet ces vers :
« Non moins prudent ami que philosophe austère,
Mornay sait l'art discret de reprendre et de plaire.
Son exemple instruisait bien mieux que ses discours.
Les solides vertus furent ses seuls amours.
Avide de travaux, insensible aux délices,
Il marchait d'un pas ferme au bord des précipices.
Jamais l'air de la cour et son souffle infecté
N'altéra de son cœur l'austère pureté ».

### Le gouverneur de Saumur (1589-1621)
Le 15 avril 1589, Martin Ruzé de Beaulieu, secrétaire du roi, installe, au nom d'Henri III, Philippe Duplessis-Mornay dans la charge de gouverneur de Saumur, qui lui a été attribuée à la demande d'Henri de Navarre, chef des huguenots. Il est alors dans sa quarantième année et a mené jusqu'ici une existence mouvementée, cumulant des activités militaires, diplomatiques et littéraires. Sa forte personnalité domine la ville pendant 32 ans et lui laissera son empreinte pour un siècle.
Duplessis-Mornay ne commande pas seulement la ville de Saumur, il prend la tête d'un gouvernement spécial qui est détaché de l'Anjou, le 24 mai 1589, et qui correspond en gros au ressort de la sénéchaussée de Saumur, avec un agrandissement appréciable sur le pays de Bourgueil.

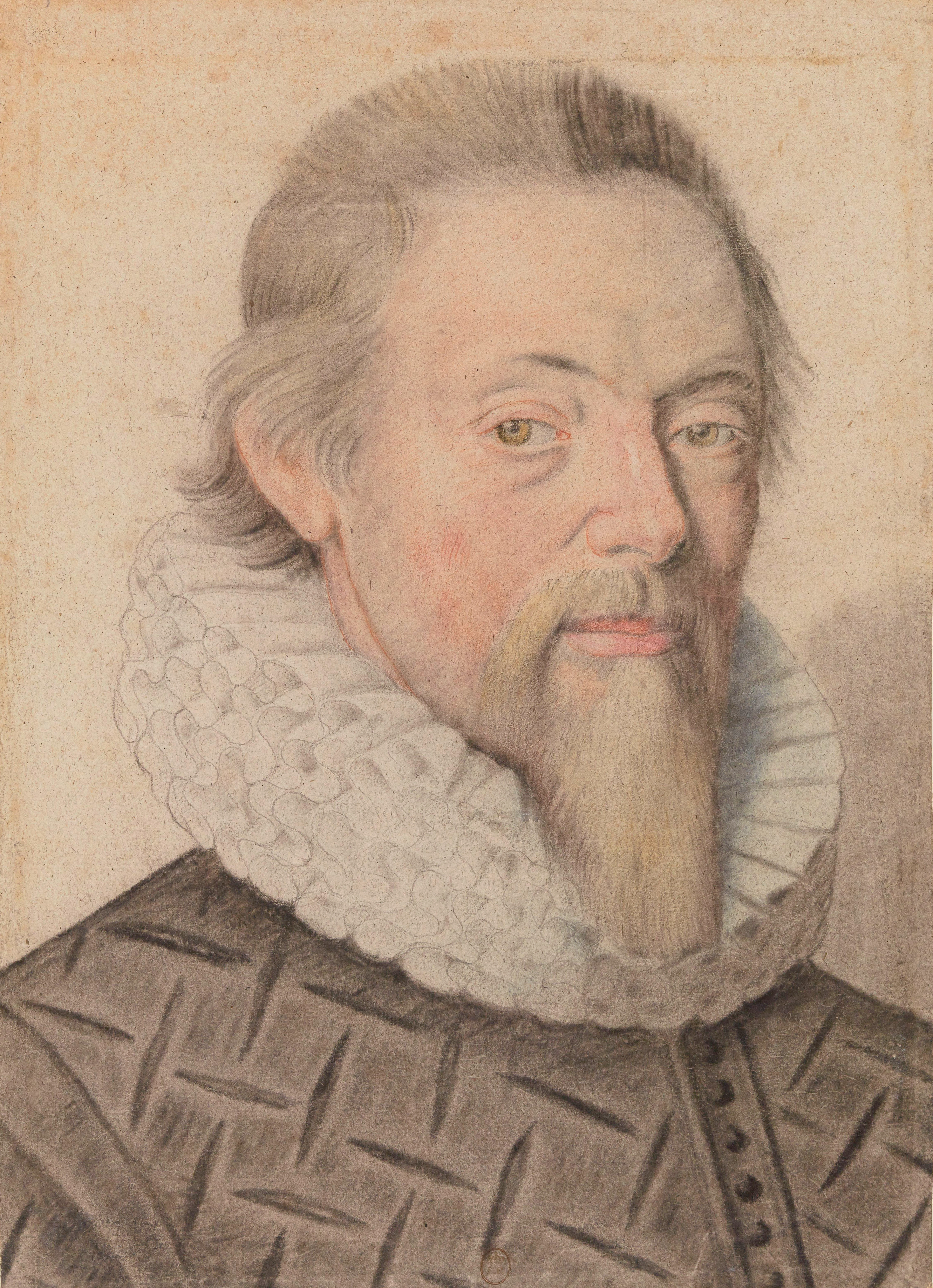
Philippe Duplessis-Mornay, pierre noire et sanguine, Paris, BnF, département des estampes, 1605.

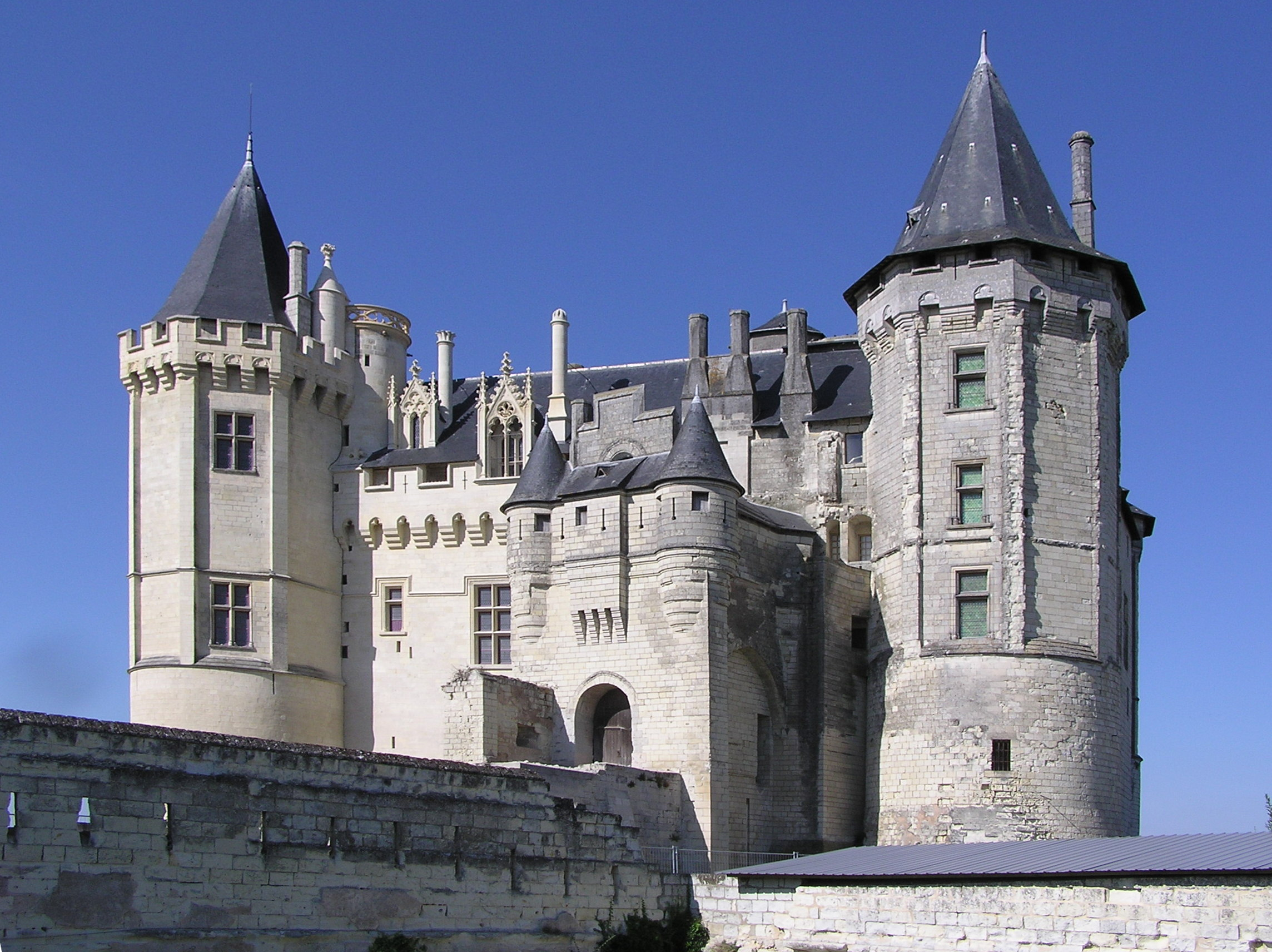
Le château de Saumur.

La fonction principale du gouverneur est le maintien de l'ordre. Il dispose à cette époque de larges pouvoirs. Lieutenant général du roi, il est assisté par un lieutenant du roi, commandant de la ville et du château ; au-dessous, un major dirige la seule garnison du château et, enfin, plusieurs capitaines sont à la tête des compagnies réparties dans la ville et sur les autres places. Il doit veiller, dans cette époque troublée, à ce que les conflits ne dégénèrent pas en violence entre les protestants et les catholiques. Au total, Duplessis-Mornay tient la ville d'une poigne un peu rude, mais c'est sans doute nécessaire pour éviter l'explosion de passions promptes à renaître. Pendant vingt ans, il a maintenu une coexistence pacifique — les plus pessimistes diront « une guerre froide », pour reprendre la formule de Richelieu — entre les deux religions locales concurrentes.
Dans les dernières années du XVIe siècle, Saumur s'impose comme la capitale politique du protestantisme français. Une garnison de 364 hommes répartis sur six compagnies y est entretenue aux frais du roi. La ville est citée en tête dans la liste des places de sûreté accordées pour huit ans par les articles secrets de l'édit de Nantes.
Devant la menace des troupes ligueuses implantées dans le Vendômois, Duplessis-Mornay redoutant une attaque contre Saumur commence à renforcer la place, selon la consigne donnée par Henri IV. Il fait alors ceinturer le château d’importantes fortifications à redans et bastions. D'importants travaux de fortification sont entrepris sous sa direction — dans sa jeunesse, il avait étudié les places fortes de l'Italie du Nord et rédigé à leur sujet un mémoire aujourd'hui perdu — dont une partie est payée par la cassette royale sous le contrôle des trésoriers de Tours.
En 1599, Duplessis-Mornay fonde l'« Académie protestante », afin d'assurer la formation des adolescents et des futurs pasteurs. Cette académie rayonne sur toute la France, est connue dans l'Europe entière et attire de nombreux étudiants français et étrangers. Dans cette académie, enseigna l’humaniste Tanneguy Le Fèvre dont la fille, Madame Dacier, par sa traduction d’Homère, ranima la querelle des Anciens et des Modernes. Duplessis-Mornay créera également à Saumur une « Académie d'Équitation », qui donnera naissance au XVIIIe siècle à l'actuelle École de Cavalerie de Saumur (le « Cadre noir »).
L'assassinat d'Henri IV, dans lequel il voit l'aboutissement d'une vaste conspiration animée par les jésuites, agents inconditionnels de la Papauté, provoque chez Mornay, une émotion profonde et une violente colère. Élu président de l'Assemblée générale des églises réformées à la mort d'Henri IV en 1610, il s'attache à défendre la liberté des protestants contre la politique de la régente Marie de Médicis et du jeune roi Louis XIII qui engendre une dégradation du climat politique et religieux.
Dans les années 1610, Duplessis-Mornay se trouve dans une situation constamment inconfortable. La reine-mère, Marie de Médicis, et le jeune roi Louis XIII sont des catholiques militants et des protecteurs des ordres religieux qui s'implantent à Saumur. En face d'eux, le « pape des huguenots » défend les garanties accordées aux protestants et souvent grignotées, sans renoncer à affirmer ses idées. Ainsi, en 1611, il publie à Saumur Le Mystère d'Iniquité, où il dénonce l'évolution de la Papauté pour conclure que le pape est l'Antéchrist. Le livre est condamné par la Sorbonne et suscite des polémiques. Mais pendant quelque temps encore, tant qu'il contrôle la société protestante et calme les trublions, sa présence à la tête du gouvernement et de la place de Saumur était indispensable au pouvoir royal.

### La mort en disgrâce (11 novembre 1623)

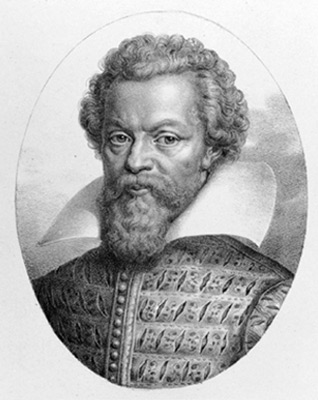
Philippe Duplessis-Mornay.

Duplessis-Mornay a été tenté d'émigrer au Canada, il s'est vu offrir des fonctions importantes en Hollande et en Angleterre, mais il a préféré rester au service de ses rois successifs, non par un attachement de type vassalique comme au Moyen Âge, mais en se référant constamment à une sorte de « conscience nationale ».
Les dernières années vont être terribles pour Duplessis-Mornay. Une réelle hostilité à l'égard du gouverneur réapparaît dans la population catholique, lorsque débute la crise de 1620. Elle craint de le voir rejoindre la révolte protestante, qui agite tout l'Ouest du royaume, ce qui vaudrait à coup sûr à la ville les affres d'un siège. Des incidents violents se produisent à Saumur le 4 mars 1621, dont nous avons trois versions divergentes.
Devant la révolte qui prend de l'extension dans le Centre-Ouest et dans le Sud-Ouest, le jeune Louis XIII (19 ans) se montre d'humeur belliqueuse. Accompagné de Luynes, promu connétable, il prend le 25 avril 1621 la tête de ses troupes. Le 11 mai, venu de Tours par bateau, il entre dans Saumur.
Le 15 mai, au cours de deux réunions du Conseil du roi, constatant qu'il ne peut laisser la place à une garnison protestante, Louis XIII suspend Mornay, d'abord pour une durée de trois mois. Mais très vite, il le remplace par le comte de Sault, petit-fils du maréchal de Lesdiguières (protestant bientôt converti au catholicisme). La joie des catholiques locaux devant la destitution de Mornay est immense, mais ils ne peuvent se rendre compte qu'il en sortira un premier déclin de leur cité[réf. nécessaire].
Déjà frappé par une attaque d'apoplexie le 16 mai 1620, dont il est probablement sorti diminué, Duplessis-Mornay se retire dans sa baronnie de La Forêt-sur-Sèvre — acquise en 1612 et située près de Cerizay, dans l'actuel département des Deux-Sèvres, cette terre était sous la suzeraineté des La Trémoïlle, ducs de Thouars — où, aidé de son fidèle secrétaire Jean Daillé, il classe ses abondantes archives, préparant ainsi l'édition de ses « Mémoires ».
Touché par de nouvelles attaques d'apoplexie, il décède le 11 novembre 1623, selon les rites du bien-mourir réformé.

### Vie familiale
Philippe Duplessis-Mornay est le fils de Jacques Mornay, seigneur de Buhy, fervent catholique, et de Françoise du Bec-Crespin, sœur de Charles II du Bec, seigneur de Boury, ardent adepte de la Réforme. Convertie elle-même au protestantisme, la mère de Philippe instruira ses enfants dans la religion réformée. Ils descendent de Jeanne de Trie dite la Jeune, dame de Buhy, mariée en 1449 à Charles de Mornay, seigneur de Villiers.
Le 3 janvier 1576, Philippe Duplessis-Mornay épouse à Sedan Charlotte, fille de Guy L'Arbaleste, vicomte de Melun (1552), seigneur de la Borde, président en la Chambre des comptes de Paris (1555), ayant adhéré à la Réforme en 1569, et de Madeleine Chevalier, issue d'Etienne Chevalier, née mademoiselle de la Borde, dame d'Esprunes et des Vignaux, qui mourra en 1590, toujours catholique. Charlotte était veuve de Jean de Pas, seigneur de Martinsart, huguenot combattant aux côtés de l'amiral de Coligny, mort des suites d'une blessure le 23 mai 1569 à La Charité-sur-Loire.
Charlotte Duplessis-Mornay donnera naissance à sept enfants dont quatre survivront : 
- Marthe, dame de La Forest (née le 17 décembre 1576 ; x 1599 Jean III de Jaucourt (> Seconde famille) de Villarnoult ;
- Élisabeth (née le 1er juin 1578, en Angleterre ; x 1600 Jacques de St-Germain de Fontenay-le-Husson) ;
- Philippe (né le 20 juillet 1579, à Anvers-† 1605) ;
- Anne (née en 1583 au Plessis-Mornay-† 1644 ; x 1° 1603 Jacques des Nouës, baron de Ste-Hermine : Postérité, et x 2° 1643 Jacques Nompar de Caumont, duc de La Force et maréchal de France)[6].

Charlotte Duplessis-Mornay est l'autrice d'une correspondance fournie, mais surtout de Mémoires, dont le manuscrit autographe est conservé à la Bibliothèque de la Sorbonne, qui resteront inédits jusqu'en 1824. Ils s'adressent à son fils Philippe et sont destinés à le convaincre de défendre la cause protestante, à laquelle une grande partie de la famille avait adhéré. Convaincue que son second mari est investi d'une mission divine, Charlotte relate l'histoire de la famille et son engagement à la cause réformée. L'annonce tragique de la mort de leur fils Philippe, le 23 octobre 1605, combattant dans l'armée du Prince Maurice à Gueldres, et destinataire de cette œuvre, y met fin. Charlotte, épuisée de douleur et de maladie, interrompt son récit le 21 avril 1606 et s'éteint le 15 mai de la même année.

## Œuvres
- Traité de l'Église, 1578.
- De la vérité de la religion chrestienne. Contre les athées, épicuriens, payens, juifs, mahumédistes & autres infidèles, 1583.
- Excellent discours de la vie et de la mort, Genève, Jean Durant, 1576
- Fidelle exposition sur la Déclaration du Duc de Mayenne contenant les Exploicts de guerre qu'il a fait en Guyenne, 1587, (Libelle publié anonymement et attribué à Philippe Duplessis-Mornay, ce qui est probable étant donné le ton très hostile de cet écrit à l'égard du duc de Mayenne, frère du duc de Guise).
- De l'Institution sage et Doctrine du Saint sacrement de l'Eucharistie en l'Église ancienne, 1598.
- Pour le Concile, 1600.
- Avertissement aux Juifs sur la venue du Messie, 232 pages, 1607.
- Le Mystère d'Iniquité, 644 pages, 1611.
- Mémoires et correspondance, 1624. Éditions contemporaines : Paris, Treuttel et Wurtz, 1824-1825, 12 vol. Réédition : Genève, Slatkine, 1969.
- Méditations sur les Psaumes (édition critique par Pascale Blum-Cuny), Paris, Honoré Champion, coll. « Textes de la Renaissance » (no 96), 2004, 416 p. (ISBN 2-7453-1206-5, présentation en ligne).

## Spectacle
Il est évoqué au cours du tableau des Guerres de Religion du spectacle Un mystérieux héritage à l'abbaye Notre-Dame de Beauchêne (Cerizay, Deux-Sèvres).

### Sources primaires
- Charlotte Arbaleste, (Madame de Mornay), Mémoires de Madame de Mornay, éd. par Mme de Witt, Paris, Société de l'histoire de France, 1868-1869, 2 vol. (Mémoires et correspondances pour servir à l'histoire de la réformation et des guerres civiles et religieuses en France, sous les règnes de Charles IX, de Henri III, de Henri IV et de Louis XIII, depuis l'an 1571 jusqu'en 1623 - Tome 1 lire en ligne).
- David de Licques et Jean Daillé, Histoire de la vie de Messire Philippes de Mornay, seigneur du Plessis-Marly, Leyde, chez Bonaventure et Abraham Elsevier, 1647, 732 pages.